# من بلخ إلى قونية
من بلخ إلى قونية كتابٌ يتناول سيرة جلال الدين الرومي وحياته بالتفصيل من تأليف بديع الزمان فروزانفر.

## أقسام وفصول الكتاب
ينقسم الكتاب إلى عشرة فصول سبقتها مقدمات للمترجم والمؤلف:

### الفصل الأول (مطلع العمر)
قدم المؤلف في الفصل الأول معلومات شخصية عن جلال الدين، واسمه وألقابه، وولادته، ونسبه، ووالده، وهجرة الأسرة من بلخ، ورحلتها، ولقاءاتها بالعلماء والأعيان.

### الفصل الثاني (أيام التحصيل)
وتوقف في الفصل الثاني عند (أيام التحصيل) فذكر رحلات جلال الدين الرومي العلمية وما جرى له فيها.

### الفصل الثالث (دورة الانقلاب والاضطراب)
وأشار في الفصل الثالث (دورة الانقلاب والاضطراب) إلى التغييرات التي حدثت لجلال الدين، والنقلة إلى الحقيقة، ولقاءاته بأهل التصوف الذين لاحظوه، وما جرى له خلال ذلك حتى ترقّى.

### الفصل الرابع (دور التربية والإرشاد)
وفي الفصل الرابع (دور التربية والإرشاد) تناول بالحديث المرحلة التي أخذ فيها جلال الدين بإرشاد المريدين وتربيتهم، وذكر أحواله مع بعضهم، وبداية نظم المثنوي، أهم كتبه.

### الفصل الخامس عن (نهاية الحياة)
وفصل الحديث في الفصل الخامس عن (نهاية الحياة) فوصف وفاة جلال الدين الرومي، وشرح حاله عند ذلك.

### الفصل السادس (معاصروا مولانا من أشياخ التصوّف و العلماء و الأدباء)
أما (معاصروه من مشايخ التصوف والعلماء والأدباء) فكان لهم الفصل السادس، تناول فيه المؤلف أهمهم، وترجم لهم باقتضاب حسب المقام.

### الفصل السابع (الملوك و الأمراء المعاصرون لمولانا)
وكذلك جاء في الفصل السابع (الملوك والأمراء المعاصرون لمولانا) حديثه عنهم أقصر من حديثه عن معاصريه.

### الفصل الثامن (صورة مولانا و سيرته)
وتوقف في الفصل الثامن عند (صورة مولانا وسيرته) فذكر ما يناسب المقام.

### الفصل التاسع (آثار مولانا)
وأشار في الفصل التاسع إلى (آثار مولانا) الغزليات، والمثنوي، والرباعيات، وكتاب فيه ما فيه، ورسائله، وكتاب المجالس السبعة. 

### الفصل العاشر (أسرة مولانا)
وختم الكتاب بالفصل العاشر عن (أسرة مولانا) أبيه وأخيه، وأخته، وأبنائه. وأخيرًا ألحق بالكتاب إضافات وتوضيحات لمسائل مرت في صفحاته السابقة.

## اقتباسات من الكتاب
يقول المؤلف في ختام المقدّمة:
" ولا حاجة إلى التذكير بأن أكثر مطالب هذا التأليف نظرًا لارتباطها بعوالم العشق و المحبّة كُتبت بالاصطلاحات الخاصة لهذه الطائفة وحملها على الظاهر خلاف المراد
وصية مولانا جلال الدين الرومي لأصحابه قبل وفاته: 
أوصيكم بتقوى الله في السر والعلانية
وبقلة الطعام، وقلة المنام، وقلة الكلام
وهجران المعاصي والأثام، ومواظبة الصيام 
ودوام القيام، وترك الشهوات على الدوام
و احتمال الجفاء من جميع الأنام
وترك مجالسة السفهاء والعوام
ومصاحبة الصالحين والكرام
فإنهم خير من ينفع الناس
وخير الكلام ما قل ودل والحمد لله"

## روابط خارجية
- أساسيات الفكر الرومي بقلم سيفيك كان، السيد فتح الله غولن